# كلوستريديوم معقود
كلوستريديوم نيكسيل أو كلوستريديوم معقود (نسبة إلى شكلها كسلسلة معقودة ومربوطة) هو نوع من البكتيريا من فصيلة كلوستريدياسيا.